# Mont Vinaigre
Der Mont Vinaigre (deutsch Essigberg) ist mit 614 m, nach anderen Angaben 618 m der höchste Berg des Esterel-Gebirges in der Provence in Südfrankreich.
Der Berg liegt im Gebiet der Gemeinde Les Adrets-de-l’Estérel. Er ist Bestandteil des Forêt domaniale (Gemeindeforst) d' Esterel und steht unter Naturschutz. Der Berg ist teilweise bewaldet, die ursprüngliche Vegetation aus Korkeichen und Kastanienbäumen wurde jedoch durch zahlreiche Waldbrände zerstört, sodass heute Macchie überwiegt. Teile des Mont Vinaigre haben jedoch auch felsigen Charakter.
Von Westen führt eine Forststraße bis auf wenige hundert Meter an den Gipfel heran. Ab hier führt ein Fahrweg, dann ein Fußweg, zum Gipfel. Dieser Weg ist markiert und Bestandteil des Wanderweges GR 51 der den Berg in west-östlicher Richtung überschreitet. Ein weiterer Weg erreicht den Mont Vinaigre von Norden, von der Siedlung Logis de Paris. Auf dem Gipfel befindet sich ein alter Aussichtsturm, der jedoch nicht zugänglich ist, sowie Sendeanlagen. Von hier hat man einen schönen Blick auf die Küste bis zur italienischen Riviera, auf das Massif de la Sainte-Baume und auf das Montagne Sainte-Victoire, aber auch auf die Alpen. Durch die guten Wege ist der Berg auch ein beliebtes Ziel von Mountainbikern.